# Tetrarthrosoma anserinum
Tetrarthrosoma anserinum är en mångfotingart som beskrevs av Hoffman och Hans Lohmander 1968. Tetrarthrosoma anserinum ingår i släktet Tetrarthrosoma och familjen orangeridubbelfotingar. Inga underarter finns listade i Catalogue of Life.